# Agostino Coletto
Agostino Coletto (Avigliana, Piemont, 14 d'agost de 1927 - 1 de juny de 2016) va ser un ciclista italià que fou professional entre 1952 i 1961.
En el seu palmarès destaquen dues edicions de la Milà-Torí (1954, 1958) i haver quedat tres vegades entre els 10 primers als Giro d'Itàlia, sent la 3a posició de 1956 la millor classificació de totes.

## Palmarès
- 1954
  - 1r a la Milà-Torí
  - Vencedor d'una etapa de la Roma-Nàpols-Roma
- 1955
  - 1r a Locarno (amb Pietro Giudici i Gastone Nencini)
  - Vencedor d'una etapa de la Roma-Nàpols-Roma
- 1958
  - 1r a la Milà-Torí

### Resultats al Tour de França
- 1955. 12è de la classificació general
- 1956. 27è de la classificació general

### Resultats al Giro d'Itàlia
- 1953. 20è de la classificació general
- 1954. 11è de la classificació general
- 1955. 5è de la classificació general
- 1956. 3r de la classificació general
- 1958. 21è de la classificació general. Porta la maglia rosa durant 3 etapes
- 1959. 35è de la classificació general
- 1960. 10è de la classificació general
- 1961. 14è de la classificació general